# NGC 312
NGC 312 je galaksija u zviježđu Feniks.

## Vanjske poveznice
- SEDS: NGC 312